# Elfenbenskysten ved sommer-OL 2016
Elfenbenskysten deltog ved Sommer-OL 2016 i Rio de Janeiro som blev arrangeret i perioden 5. august til 21. august 2016. 

## Medaljer
| 2016 Rio de Janeiro | Guld | Sølv | Bronze | Total |
| Elfenbenskysten     | 1    | 0    | 1      | 2     |

### Medaljevinderne
| Elfenbenskysten under sommer-OL 2016 i Rio de Janeiro | Elfenbenskysten under sommer-OL 2016 i Rio de Janeiro | Elfenbenskysten under sommer-OL 2016 i Rio de Janeiro | Elfenbenskysten under sommer-OL 2016 i Rio de Janeiro | Elfenbenskysten under sommer-OL 2016 i Rio de Janeiro |
| Medalje                                               | Navn                                                  | Sport                                                 | Event                                                 | Dato                                                  |
| ----------------------------------------------------- | ----------------------------------------------------- | ----------------------------------------------------- | ----------------------------------------------------- | ----------------------------------------------------- |
| Guld                                                  | Cheick Sallah Cisse                                   | Taekwondo                                             | 80 kg                                                 | 19. august                                            |
| Bronze                                                | Ruth Gbagbi                                           | Taekwondo                                             | 67 kg                                                 | 19. august                                            |